# ترانه‌های داغ راک و آلترناتیو

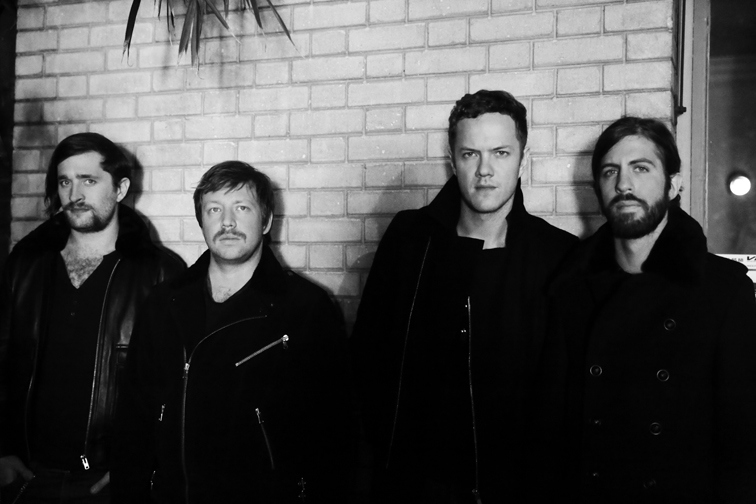
گروه موسیقی Imagine Dragons در سال 2013.Imagine Dragons یک گروه موسیقی پاپ راک آمریکایی مستقر در لاس وگاس، نوادا، متشکل از خواننده اصلی دن رینولدز، گیتاریست وین سرمون، نوازنده بیس بن مک کی و درامر دانیل پلاتزمن است.

آهنگ‌های داغ راک و آلترناتیو (انگلیسی: Hot Rock & Alternative Songs) (قبلاً با نام آهنگ‌های راک و آهنگ‌های آلترناتیو شناخته می‌شد) یک جدول موسیقی است که توسط بیلبورد به‌طور هفتگی منتشر می‌شود. از نخستین انتشار خود در ۲۰ ژوئن ۲۰۰۹ تا ۱۳ اکتبر ۲۰۱۲، جدول آهنگ‌ها را از طریق ایستگاه‌های رادیویی آلترناتیو راک، راک استریمی و ایستگاه‌های رادیویی تریپل اِی در ایالات متحده رتبه‌بندی می‌کرد. از تاریخ ۲۰ اکتبر ۲۰۱۲، این جدول موسیقی با پیروی از روش‌های ۱۰۰ آهنگ داغ بیلبورد، محاسبه فروش دیجیتال، استریم و پخش رادیویی آهنگ‌های راک در همه قالب‌ها، آهنگ‌ها را رده‌بندی می‌کند. در ویرایش ۱۳ ژوئن ۲۰۲۰، بیلبورد جدول را اصلاح کرد و اجازه داد آهنگ‌های ترکیبی با ژانرهای دیگر و گسترده‌تری به این جدول وارد شوند، و نام آن را به آهنگ‌های داغ آلترناتیو و راک تغییر داد.